# Pižmovka mošusová
Pižmovka mošusová (Adoxa moschatellina) je bylina z čeledi kalinovité a jediný zástupce rodu pižmovka. Je rozšířena v Evropě, Asii i Severní Americe. Vyskytuje se i v přírodě v České republice. Je to drobná, nenápadná, zelenožlutě kvetoucí bylinka rostoucí časně z jara na vlhkých a zastíněných místech.

## Rozšíření
Druh vyrůstá v mírném pásmu severní polokoule, pokrývá celou Evropu (asi do 70. rovnoběžky) až po Ural, roste na Sibiři, v podhůří Kavkazu, Pamíru i Altaje a zasahuje na východě Asie až do Číny a Japonska. Vyskytuje se též v Severní Americe od Michiganského jezera až po Skalisté hory. Nejčastěji se objevuje ve vlhkých lužních lesích, v zastíněných nivách řek, vlhkých křovinách i roklích; signalizuje výživnou půdu dostatečně zásobenou dusíkem, humusem a polostinné stanoviště.
V České republice se vyskytuje roztroušeně až hojně, od nížin až do nevysokých podhůří. V některých částech republiky, např. na jihovýchodní Moravě a v severozápadních Čechách, však neroste téměř vůbec. Pižmovka mošusová není považována za ohroženou rostlinu.

## Popis
Drobná, vytrvalá rostlinka s přímou lodyhou dosahující do výše jen 5 až 15 cm. Lysá, čtyřhranná lodyha vyrůstá z bílého, plazivého, větvícího se, velmi tenkého oddenku pokrytého jemnými šupinkami přijímajícími výživu. Přízemní listy s řapíky dlouhými 4 až 9 cm vyrůstají v počtu pouze 1 až 3, jsou dvojnásobně trojčetné, lesklé a mají světlezelenou barvu. V horní části lodyhy jsou dva vstřícné krátké listeny tvarem i barvou podobné přízemním listům.
Na květonosných lodyhách vykvétají nenápadné, málo úhledné, nevtíravé oboupohlavné květy o průměru 4 až 7 mm,  které slabě páchnou. Jsou seskupeny v počtu 5 až 7 do kulovitého květenství strboulu, koncový květ rozkvétající nejdříve bývá čtyřčetný a ostatní postranní pětičetné. Drobné, eliptické až vejčité, na vrcholu tupé kališní lístky se dvěma až třemi laloky bývají velké 1,8 až 3,3 × 1 mm a mají nenápadnou žlutavě zelenou barvu. Stejně zbarvené okrouhlé až široce vejčité, na vrcholu zaoblené až tupé lístky pravidelné kolovité koruny mívají rozměr 1,8 až 3,3 × 2 až 2,5 mm. Čtyři nebo pět tyčinek (podle četnosti květu) jsou rozeklány až dospodu a působí tak dojmem dvojnásobného počtu, každá polovina nese jednopouzdrý prašník. Polospodní semeník vytvořený ze čtyř nebo pěti plodolistů nese rozdělenou čnělku se čtyřmi nebo pěti bliznami.
Z listů po rozemnutí a z květů běžně vystupuje poměrně nepříjemná vůně či zápach po pižmu.

## Opylování
Prvotní opylování vykonává hmyz lákaný pižmovou vůní květů. V rozevřeném květu na vztyčené stopce cca 1 mm dlouhé jsou zpočátku tyčinky s prašníky v pozici pod bliznami, tyčinky ale stále přirůstají, až se dostanou prašníky do úrovně blizen. Nebyla-li do této doby blizna opylena pylem cizím, bude dodatečně opylena vlastním.

## Rozmnožování
Pižmovka mošusová se rozmnožuje hlavně vegetativně rozrůstáním oddenku, méně častěji semeny, která roznášejí mravenci a hlemýždi. Plodem je čtyř- nebo pětisemenná zploštělá peckovice dlouhá asi 5,5 mm vyrůstající na stopce, která se po uzrání sklápí. Semena jsou lysá, plochá, podlouhlého tvaru, 3 až 3,5 mm dlouhá.

## Vegetační cyklus
Vyrůstá a kvete brzy z jara (od března do května), ještě před příchodem léta rostlina zasychá a do příštího roku přežívá jen nitkovitý oddenek.

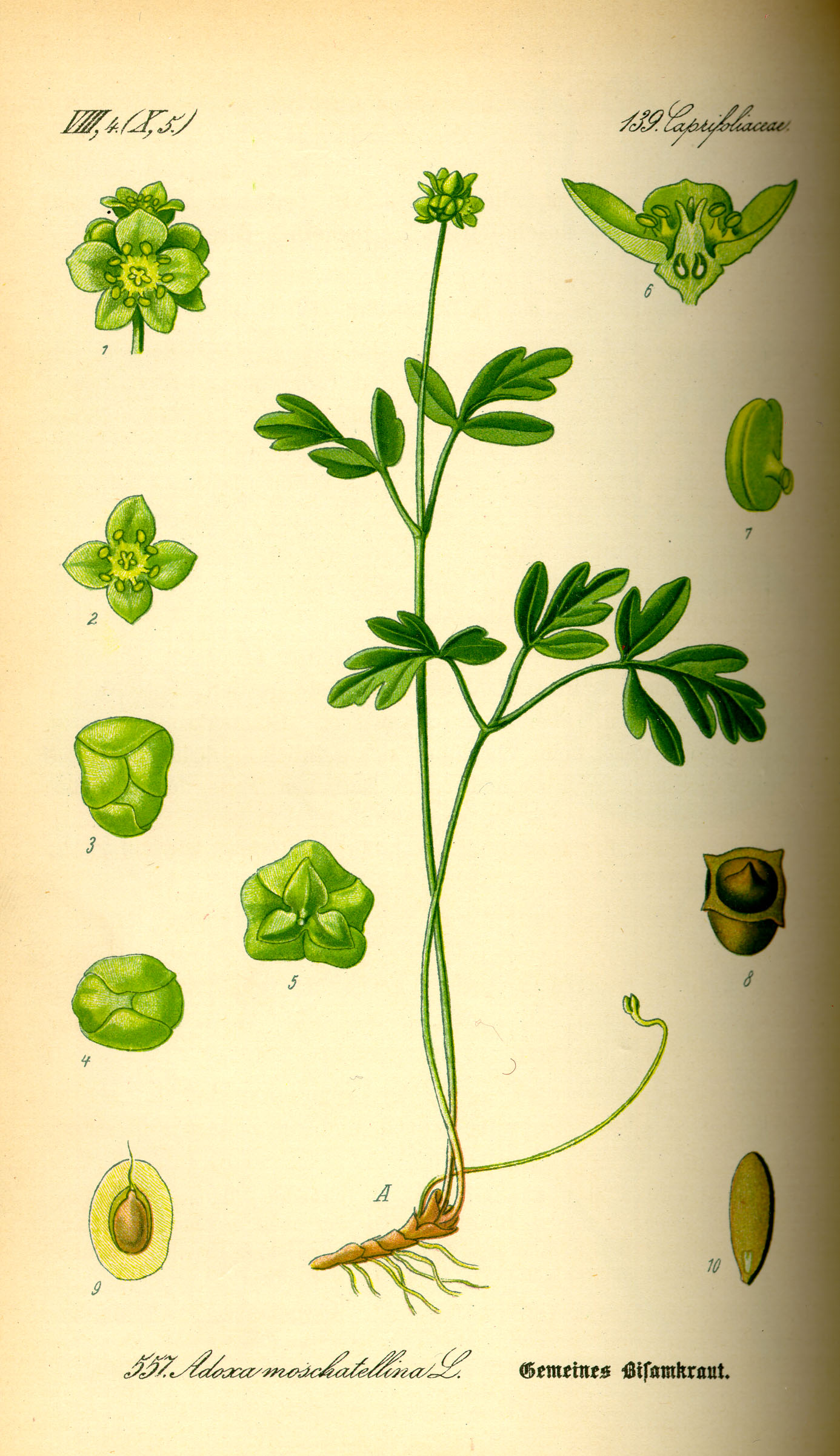
Ilustrace
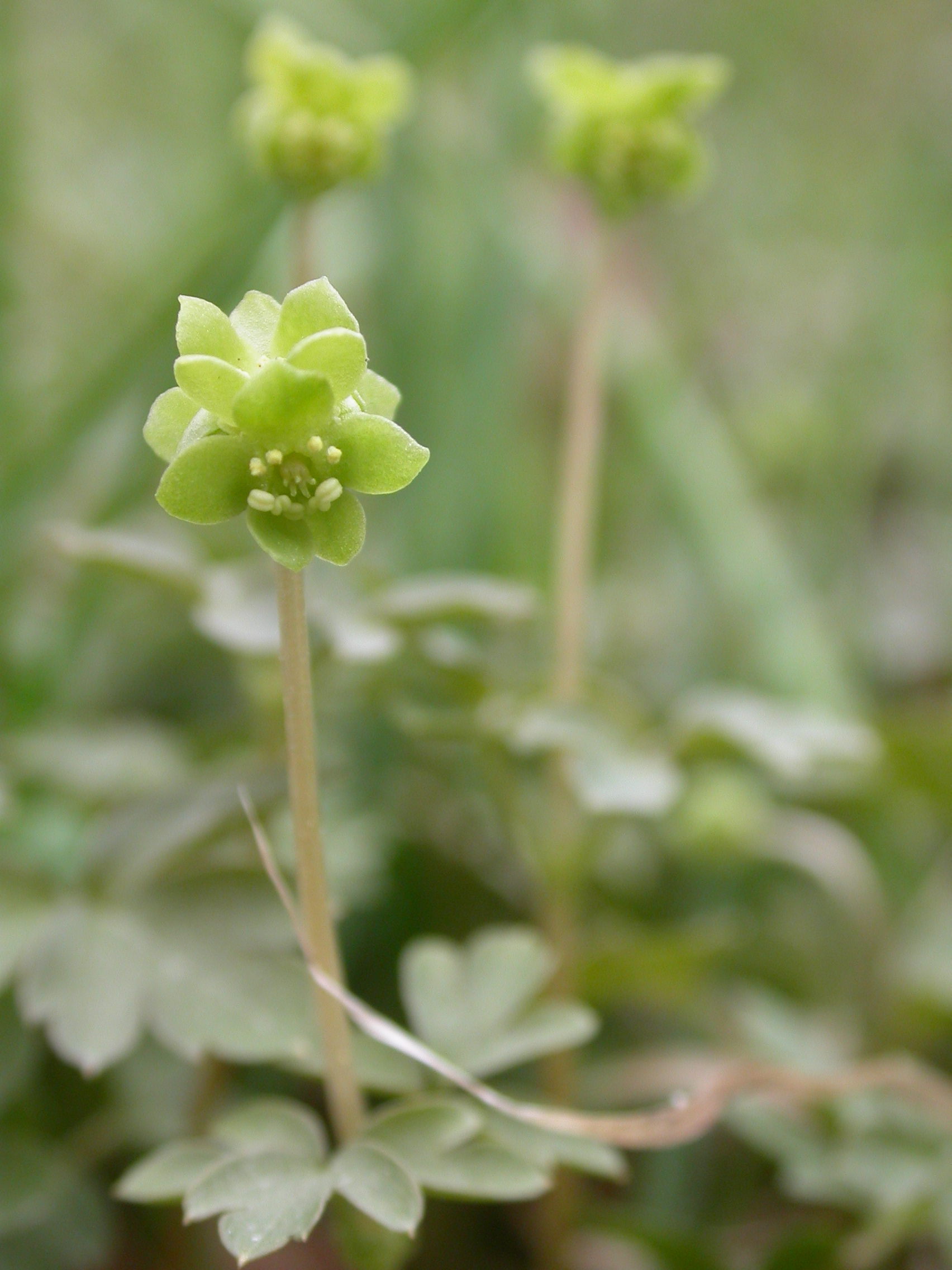
Květenství
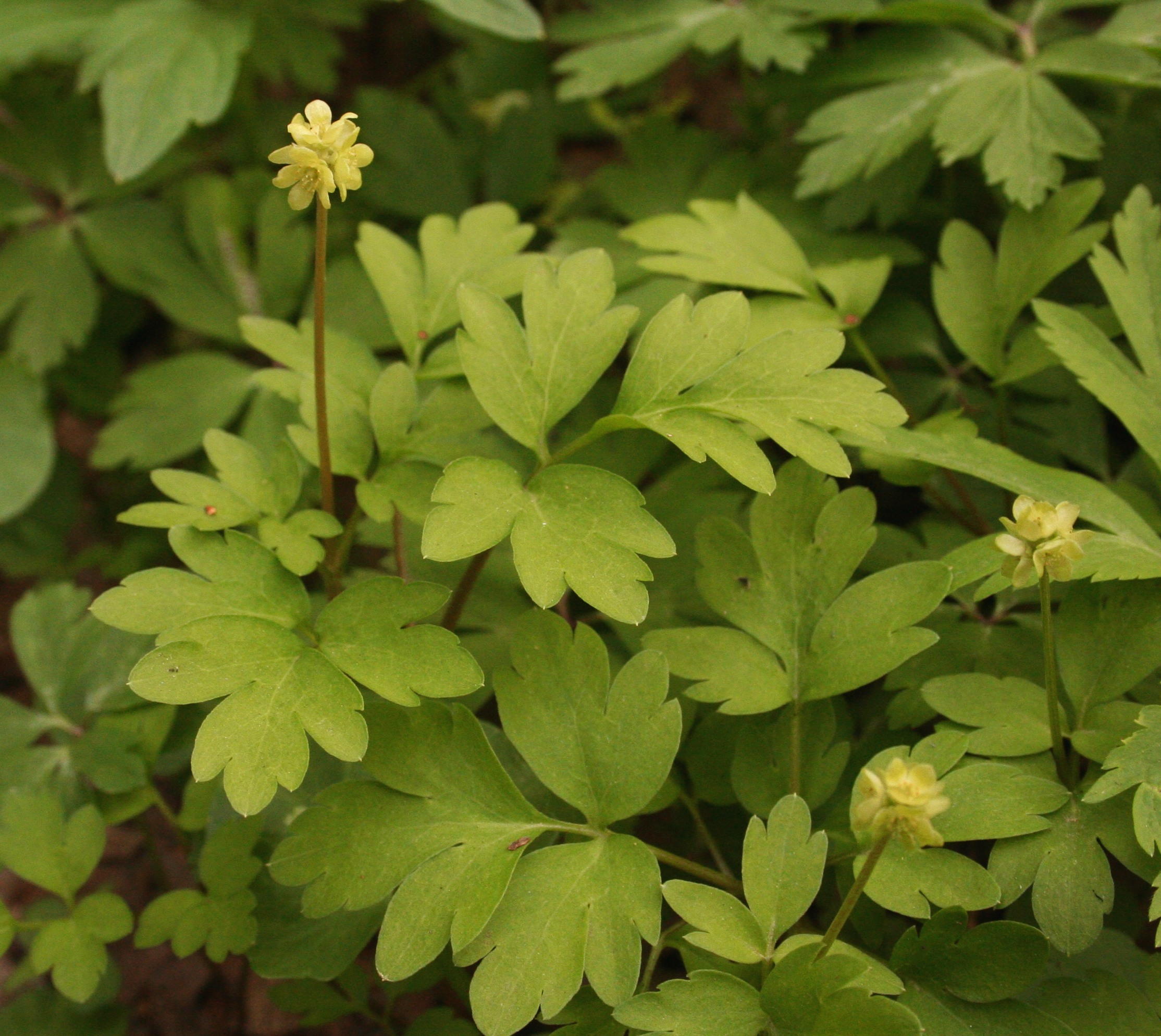
Kvetoucí rostliny